# Omphacodes punctilineata
Omphacodes punctilineata là một loài bướm đêm trong họ Geometridae.